# Platypelis
Platypelis är ett släkte av groddjur. Platypelis ingår i familjen Microhylidae.
Släktet listas ofta i underfamiljen Cophylinae. Arterna förekommer på Madagaskar.
Släktets arter är vanligen utan svans 10 till 14 mm långa men Platypelis grandis når en längd av 43 till 105 mm. Dessa grodor klättrar i träd. Honor lägger upp till 100 ägg som göms i trädens håligheter eller på blad. Grodynglen bevakas av hannen. Typisk är breda fingerspetsar som liknar skivor samt tänder i käkarna och på plogbenet. Arterna kan ha mjuk eller grov hud.
Arter enligt Catalogue of Life:
- Platypelis alticola
- Platypelis barbouri
- Platypelis cowanii
- Platypelis grandis
- Platypelis mavomavo
- Platypelis milloti
- Platypelis pollicaris
- Platypelis tetra
- Platypelis tsaratananaensis
- Platypelis tuberifera

IUCN listar en art som akut hotad (CR), sju arter som starkt hotad (EN), en art med kunskapsbrist (DD) och tre arter som livskraftiga (LC).